# Bjergulvefod
Bjerg-Ulvefod (Diphasiastrum alpinum) er en 5-10 cm høj ulvefodsplante, der vokser på åbne heder og i grusgrave.

## Beskrivelse
Bjerg-Ulvefod er en jordboende (ikke-epifytisk), blågrøn karplante. Den sporebærende plante består af en jordstængel med trævlerødder og en overjordisk del, der har vifteformede udspilede oprette stængler med talrige, tæt tiltrykte, skælagtige blade. I toppen af visse skud sidder de 2-4 cm lange, gullige strobili parvis på små, ligeledes gullige stilke, der er næsten uden blade.
Det meste af planten er over jorden, men fra den krybende jordstængel udgår små primitive hvidlige rødder.
Højde: 5-10 cm.

## Udbredelse
I Danmark er planten fredet, men sandsynligvis forsvundet, og vurderet som Regionalt uddød på Den danske Rødliste 2019. Den er tidligere kendt fra Vendsyssel, Anholt og områder omkring Viborg.
| Portal | Portal:Botanik |